# Aleksandra Zienkiewicz

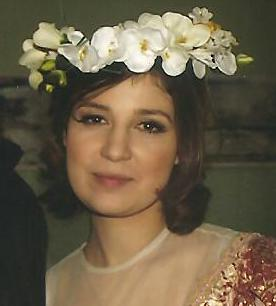

Aleksandra Zienkiewicz (ur. 10 lipca 1984 we Wrocławiu) – polska aktorka.

## Życiorys
W liceum uczęszczała do klasy o profilu teatralnym. Nie dostała się jednak na studia aktorskie, wybrała więc Policealne Studium Animatorów Kultury "SKiBA" we Wrocławiu (specjalizacja Animator Działań Teatralnych), które ukończyła w 2006.
Zagrała w dwóch filmach off-owych List (2003) i Niedziela (2004). Od 2004 regularnie gra rolę Kingi Kulczyckiej w serialu Pierwsza miłość, który zapewnił jej największą rozpoznawalność.
W 2009 brała udział w programie Jak oni śpiewają?.
Zagrała w spektaklach "Łatwo nie będzie" oraz "Z twoją córką? Nigdy!" na scenie Wrocławskiego Teatru Komedia.

## Filmografia
| Rok       | Tytuł                             | Rola               |          |
| --------- | --------------------------------- | ------------------ | -------- |
| 2003      | List                              |                    |          |
| 2004      | Niedziela                         | Emi                |          |
| od 2004   | Pierwsza miłość                   | Kinga Kulczycka    |          |
| 2005      | Biuro kryminalne                  | Barbara Markiewicz | odc. 10  |
| 2006      | Fala zbrodni                      | Joanna Danczewska  | odc. 52  |
| 2013      | Galeria                           | sekretarka         | odc. 152 |
| 2014-2018 | Świat według Kiepskich            | różne role         |          |
| 2018      | Sprawiedliwi – Wydział Kryminalny | Sylwia Morawska    | odc. 204 |

## Reklamy
- 2017: Honor 9 - Siła pasji